# Бейкер, Рон
Ро́налд Деле́йн (Рон) Бе́йкер (англ. Ronald Delaine "Ron" Baker; 30 марта 1993, Хейс, штат Канзас, США) — американский профессиональный баскетболист, играющий на позиции атакующего защитника. По национальности — индеец из племени потаватоми.

## Карьера
Бейкер выставил свою кандидатуру на драфт НБА 2016 года, но не был выбран. Выступал за «Никс» в Летней лиге НБА в Орландо, в которой провёл 5 матчей и набирал в среднем по 14 очков за игру.
29 июля 2016 года Бейкер подписал контракт с «Никс». 25 октября дебютировал в составе «Нью-Йорка» против «Кливленд Кавальерс» и набрал 13 очков. В сезоне 2016/2017 Бейкер провёл 52 матча.
После сезона являлся ограниченно свободным агентом. 11 июля 2017 года подписал двухлетний контракт с «Никс» на 8,9 миллиона долларов.
1 августа 2019 года Бейкер подписал контракт с ЦСКА. В составе московского клуба Рон выступал только в Евролиге, где провёл 27 матчей, в среднем набирая 2,6 очка, 0,9 подбора, 0,9 передачи и 0,6 перехвата.

## Достижения
- Бронзовый призёр Панамериканских игр: 2015

## Статистика

### Статистика в НБА
| Сезон                                                                                    | Команда   | Регулярный сезон | Регулярный сезон | Регулярный сезон | Регулярный сезон | Регулярный сезон | Регулярный сезон | Регулярный сезон | Регулярный сезон | Регулярный сезон | Регулярный сезон | Регулярный сезон | Серия плей-офф | Серия плей-офф | Серия плей-офф | Серия плей-офф | Серия плей-офф | Серия плей-офф | Серия плей-офф | Серия плей-офф | Серия плей-офф | Серия плей-офф | Серия плей-офф |
| Сезон                                                                                    | Команда   | GP               | GS               | MPG              | FG%              | 3P%              | FT%              | RPG              | APG              | SPG              | BPG              | PPG              | GP             | GS             | MPG            | FG%            | 3P%            | FT%            | RPG            | APG            | SPG            | BPG            | PPG            |
| ---------------------------------------------------------------------------------------- | --------- | ---------------- | ---------------- | ---------------- | ---------------- | ---------------- | ---------------- | ---------------- | ---------------- | ---------------- | ---------------- | ---------------- | -------------- | -------------- | -------------- | -------------- | -------------- | -------------- | -------------- | -------------- | -------------- | -------------- | -------------- |
| 2016/17                                                                                  | Нью-Йорк  | 52               | 13               | 16,5             | 37,8             | 26,7             | 65,1             | 1,9              | 2,1              | 0,7              | 0,2              | 4,1              | Не участвовал  | Не участвовал  | Не участвовал  | Не участвовал  | Не участвовал  | Не участвовал  | Не участвовал  | Не участвовал  | Не участвовал  | Не участвовал  | Не участвовал  |
| 2017/18                                                                                  | Нью-Йорк  | 29               | 1                | 13,3             | 33,9             | 33,3             | 76,9             | 1,0              | 1,6              | 0,9              | 0,2              | 2,4              | Не участвовал  | Не участвовал  | Не участвовал  | Не участвовал  | Не участвовал  | Не участвовал  | Не участвовал  | Не участвовал  | Не участвовал  | Не участвовал  | Не участвовал  |
| 2018/19                                                                                  | Нью-Йорк  | 11               | 0                | 9,7              | 25,0             | 11,1             | 83,3             | 0,6              | 1,2              | 0,5              | 0,0              | 1,3              | Не участвовал  | Не участвовал  | Не участвовал  | Не участвовал  | Не участвовал  | Не участвовал  | Не участвовал  | Не участвовал  | Не участвовал  | Не участвовал  | Не участвовал  |
| 2018/19                                                                                  | Вашингтон | 4                | 0                | 11,4             | 0,0              | 0,0              | 0,0              | 1,0              | 0,5              | 0,3              | 0,3              | 0,0              | Не участвовал  | Не участвовал  | Не участвовал  | Не участвовал  | Не участвовал  | Не участвовал  | Не участвовал  | Не участвовал  | Не участвовал  | Не участвовал  | Не участвовал  |
|                                                                                          | Всего     | 96               | 14               | 14,5             | 35,8             | 26,5             | 70,7             | 1,4              | 1,8              | 0,7              | 0,2              | 3,1              | Не участвовал  | Не участвовал  | Не участвовал  | Не участвовал  | Не участвовал  | Не участвовал  | Не участвовал  | Не участвовал  | Не участвовал  | Не участвовал  | Не участвовал  |
| Наведите курсор мыши на аббревиатуры в заголовке таблицы, чтобы прочесть их расшифровку. |           |                  |                  |                  |                  |                  |                  |                  |                  |                  |                  |                  |                |                |                |                |                |                |                |                |                |                |                |

### Статистика в колледже
| Сезон                                                                                   | Команда      | GP  | GS  | MPG  | FG%  | 3P%  | FT%  | RPG | APG | SPG | BPG    | PPG      |  |
| --------------------------------------------------------------------------------------- | ------------ | --- | --- | ---- | ---- | ---- | ---- | --- | --- | --- | ------ | -------- |  |
| 2011/12                                                                                 | Уичито Стэйт | 1   | 0   | 0,0  | 0,0  | 0,0  | 0,0  | 0,0 | 1,0 | 0,0 | 0,00,0 | {{{13}}} |  |
| 2012/13                                                                                 | Уичито Стэйт | 18  | 14  | 26,1 | 39,8 | 35,7 | 82,2 | 3,2 | 1,8 | 0,8 | 0,3    | 8,7      |  |
| 2013/14                                                                                 | Уичито Стэйт | 36  | 36  | 29,9 | 45,6 | 38,0 | 84,2 | 3,8 | 3,1 | 1,4 | 0,6    | 13,1     |  |
| 2014/15                                                                                 | Уичито Стэйт | 35  | 35  | 32,7 | 43,3 | 38,3 | 75,8 | 4,5 | 2,5 | 1,3 | 0,8    | 14,7     |  |
| 2015/16                                                                                 | Уичито Стэйт | 35  | 35  | 31,6 | 42,4 | 35,0 | 79,3 | 4,8 | 3,2 | 1,5 | 0,6    | 14,0     |  |
|                                                                                         | Всего        | 125 | 120 | 30,4 | 43,3 | 36,9 | 80,1 | 4,2 | 2,8 | 1,3 | 0,6    | 13,1     |  |
| Наведите курсор мыши на аббревиатуры в заголовке таблицы, чтобы прочесть их расшифровку |              |     |     |      |      |      |      |     |     |     |        |          |  |